# Odgłosy (film)
Odgłosy (wł. Suspiria) – włoski horror z 1977 roku, napisany i wyreżyserowany przez Daria Argenta. Pierwszy film z „trylogii Trzech Matek” Argento. Odgłosy są czasem zaliczane do podgatunku giallo, jednak pod wieloma względami odbiegają od typowych filmów z tego gatunku.
Film został uznany za trzeci najlepszy horror w historii kina według brytyjskiego magazynu Total Film oraz jeden z pięciuset najlepszych filmów wszech czasów zdaniem pisma Empire. W 2018 roku powstał remake pt. Suspiria w reżyserii Luki Guadagnino.

## Fabuła
Młoda Amerykanka Suzy Bannion przybywa do prestiżowej szkoły baletu w Fryburgu. W budynku panuje ciężka i niepokojąca atmosfera. Wkrótce dochodzi do morderstw.

## Obsada
- Jessica Harper − Suzy Bannion
- Emanuela Rossi − Suzy Bannion (głos)
- Stefania Casini − Sara
- Flavio Bucci − Daniel
- Alida Valli − panna Tanner
- Joan Bennett − Madame Blanc
- Roseta Calavetta − Madame Blanc (głos)
- Miguel Bosé − Mark
- Udo Kier − dr Frank Mandel
- Manlio De Angelis − dr Frank Mandel (głos)
- Barbara Magnolfi − Olga
- Vittoria Febbi − Olga (głos)
- Susanna Javicoli − Sonia
- Simona Izzo − Sonia (głos)
- Eva Axén − Patty „Pat” Hingle
- Flaminia Jandolo − Patty „Pat” Hingle (głos)
- Rudolf Schündler − profesor Milius
- Giorgio Pazza − profesor Milius (głos)
- Jacopo Mariani − Albert
- Giuseppe Transocchi − Pavlo
- Lela Svasta − Helena Markos / Mater Suspiriorum
- Dario Argento − narrator (głos)

Źródło: 

## Produkcja
Rolę ponad stuletniej wiedźmy Heleny Markos (Mater Suspiriorum alias Matka Westchnień) zagrała nieznana aktorka niezawodowa. Jessica Harper wyznała po latach w wywiadzie, że Argento zatrudnił do odegrania tej postaci „dziewięćdziesięcioletnią byłą prostytutkę, którą znalazł na ulicach Rzymu”, Lelę Svastę. Aktorka nie jest wymieniona w napisach końcowych.

## Nagrody i wyróżnienia
- 1978, Academy of Science Fiction, Fantasy & Horror Films, USA:
  - nominacja do nagrody Saturna w kategorii najlepsza aktorka drugoplanowa (nagrodzona: Joan Bennett)
- 2002, Academy of Science Fiction, Fantasy & Horror Films, USA:
  - nominacja do nagrody Saturna w kategorii najlepsze wydanie klasycznego horroru na DVD